# Beautiful Girl (INXS)
Beautiful Girl is een nummer van de Australische rockband INXS uit 1993. Het is de vijfde single van hun achtste studioalbum Welcome to Wherever You Are.
Het nummer is een ballad die werd geschreven door Andrew Farriss, de toetsenist van INXS. Hij schreef het naar aanleiding van de geboorte van zijn dochter. "Ik schreef teksten als 'Baby Don't Cry' en 'Beautiful Girl' en teksten die enkel gaan over hoe wonderlijk het is om iets anders te hebben in je leven, dan om je zorgen over te maken naast jezelf", aldus Farriss. U2-zanger Bono speelt gitaar op het nummer en verzorgt tevens de achtergrondvocalen. "Beautiful Girl" bereikte een bescheiden 34e positie in INXS' thuisland Australië. In Nederland en Vlaanderen bereikte het nummer geen hitlijsten; toch werd het nummer daar wel een radiohit.